# Sergej Krikaljov
Sergej Konstantinovitsj Krikaljov (Russisch: Сергей Константинович Крикалёв) (Leningrad, 27 augustus 1958) is een Russische kosmonaut.
Hij is afgestudeerd aan het LENINGRAD MECHANICAL instituut en werd geselecteerd als kosmonaut op 2 september 1985.
Tot op heden heeft hij zes ruimtemissies uitgevoerd:
- de Sojoez TM-7 naar het Mir in 1988

- de Sojoez TM-12 naar het Mir in 1991
- de STS-60 naar het Mir in 1994
- de STS-88 in 1998 (op deze vlucht werd de tweede module van het Internationaal ruimtestation (ISS), Unity gelanceerd)
- de Sojoez TM-31 in 2001
- en de Sojoez TMA-6 in 2005.

Krikaljov wordt weleens de 'laatste burger van de Sovjet-Unie' genoemd, omdat hij zich in 1991-1992, tijdens de val van de Sovjet-Unie, aan boord van het Mir bevond. Hij moest, vanwege de instabiele situatie in zijn thuisland, langer in de ruimte blijven.
Sinds 10 oktober 2005 heeft hij een recordtijd van 804 dagen in de ruimte doorgebracht. Daarmee breekt hij het zes jaar oude record van landgenoot Sergej Avdejev (747 dagen en 14 uur). Op 28 juni 2015 werd dit verbroken door de Rus Gennady Padalka. Padalka heeft na zijn laatste vlucht, met de Sojoez TMA-16M zo'n 879 dagen in de ruimte doorgebracht.

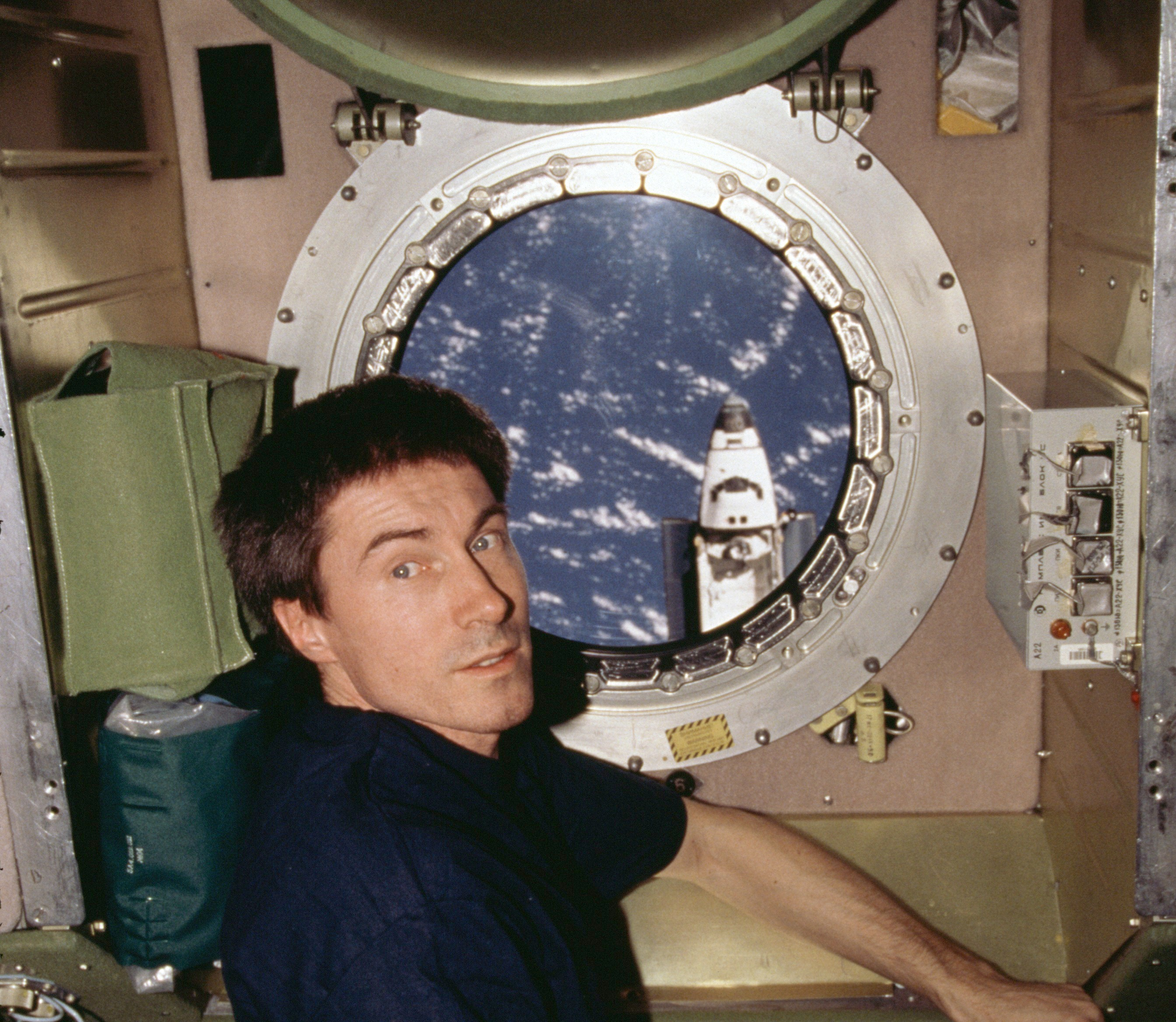
Krikaljov tijdens ISS Expeditie 1
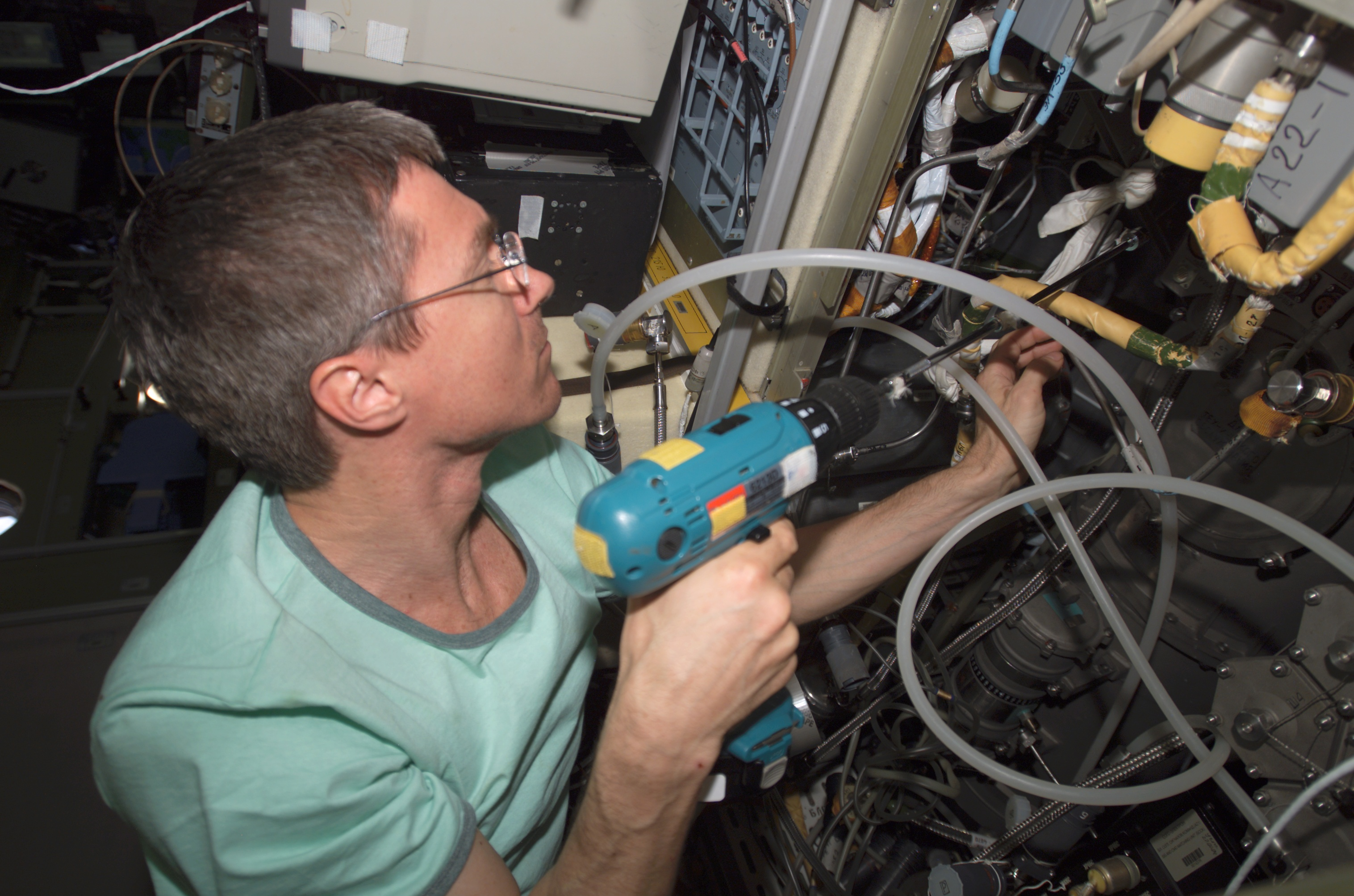
Krikaljov verricht reparaties tijdens ISS Expeditie 11